# NGC 2281
NGC 2281 és un cúmul obert de la constel·lació del Cotxer.
Conté cinc estels molt lluminosos de magnitud 10 visibles des d'un telescopi refractor, i que dominen completament el cúmul, ja que les altres estrelles són molt menys lluminoses i invisibles amb instruments petits. Algunes de les seves components són gegants, de tipus espectral k, properes al final del seu cicle vital, la qual cosa evidencia que el cúmul és molt antic.